# Archäologisches Museum Çanakkale

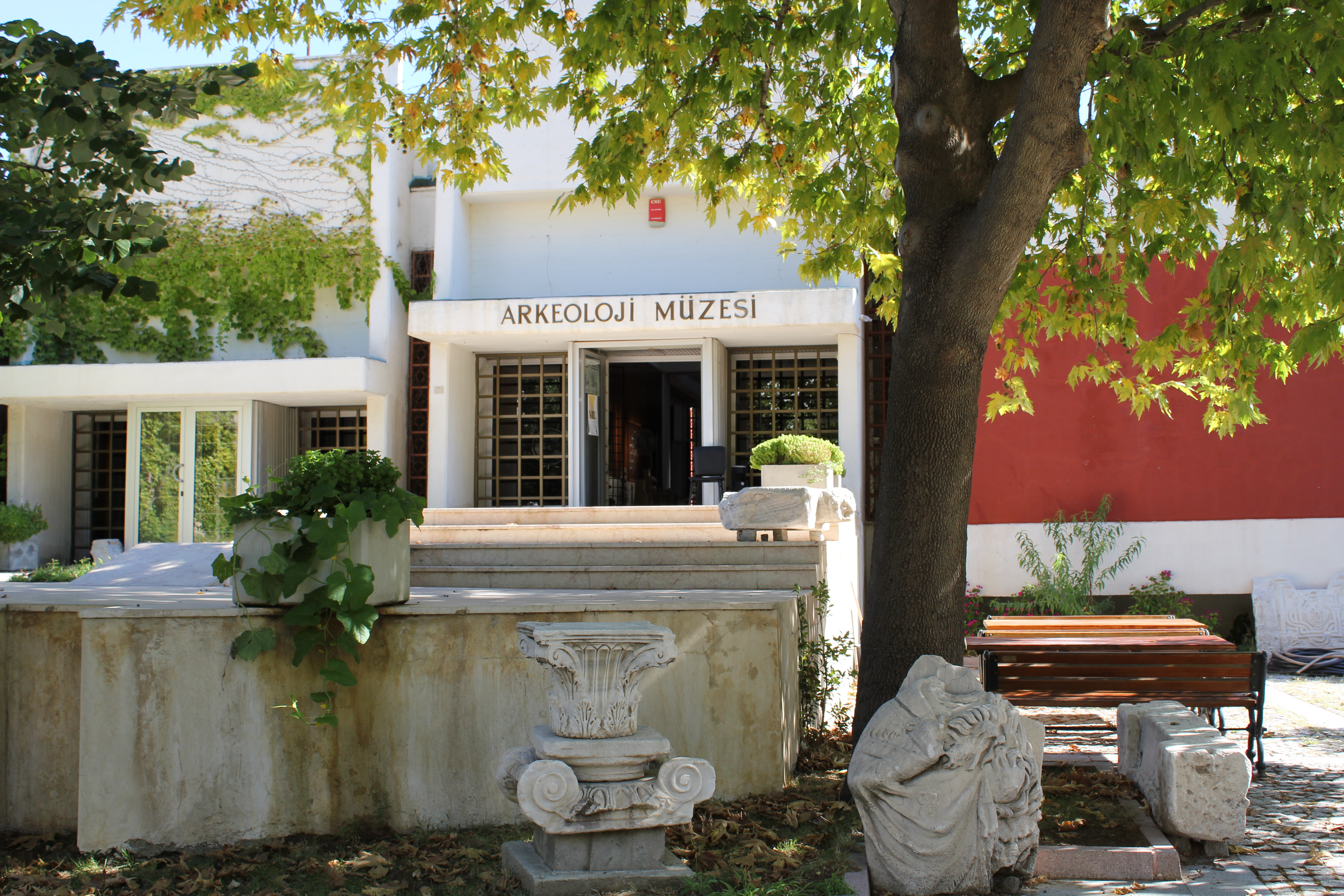
Eingang des Museums

Das Archäologische Museum Çanakkale (türkisch Çanakkale Arkeoloji Müzesi) liegt in der Atatürk Caddesi in Çanakkale im Nordwesten der Türkei. Es beherbergte Funde aus der ganzen Troas, darunter auch aus Troja und wurde 2018 geschlossen.

## Geschichte
Eine erste Sammlung archäologischer Objekte in Çanakkale wurde 1936 in einem alten Kirchengebäude am Zafer Meydanı gegründet. Dieses Gebäude wurde 1959 zum Museum umgebaut. 1984 wurde in der Atatürk Caddesi schließlich das heutige Museum gebaut. Im Zuge der Vorbereitungen für die Eröffnung des Troya Müzesi 2018 wurde das Museum  geschlossen, die Funde nach dort verbracht. Das Gebäude ist nun Sitz einer Bibliothek, der Mehmet Akif Ersoy il Halk Kütüphanesi.

## Sammlung

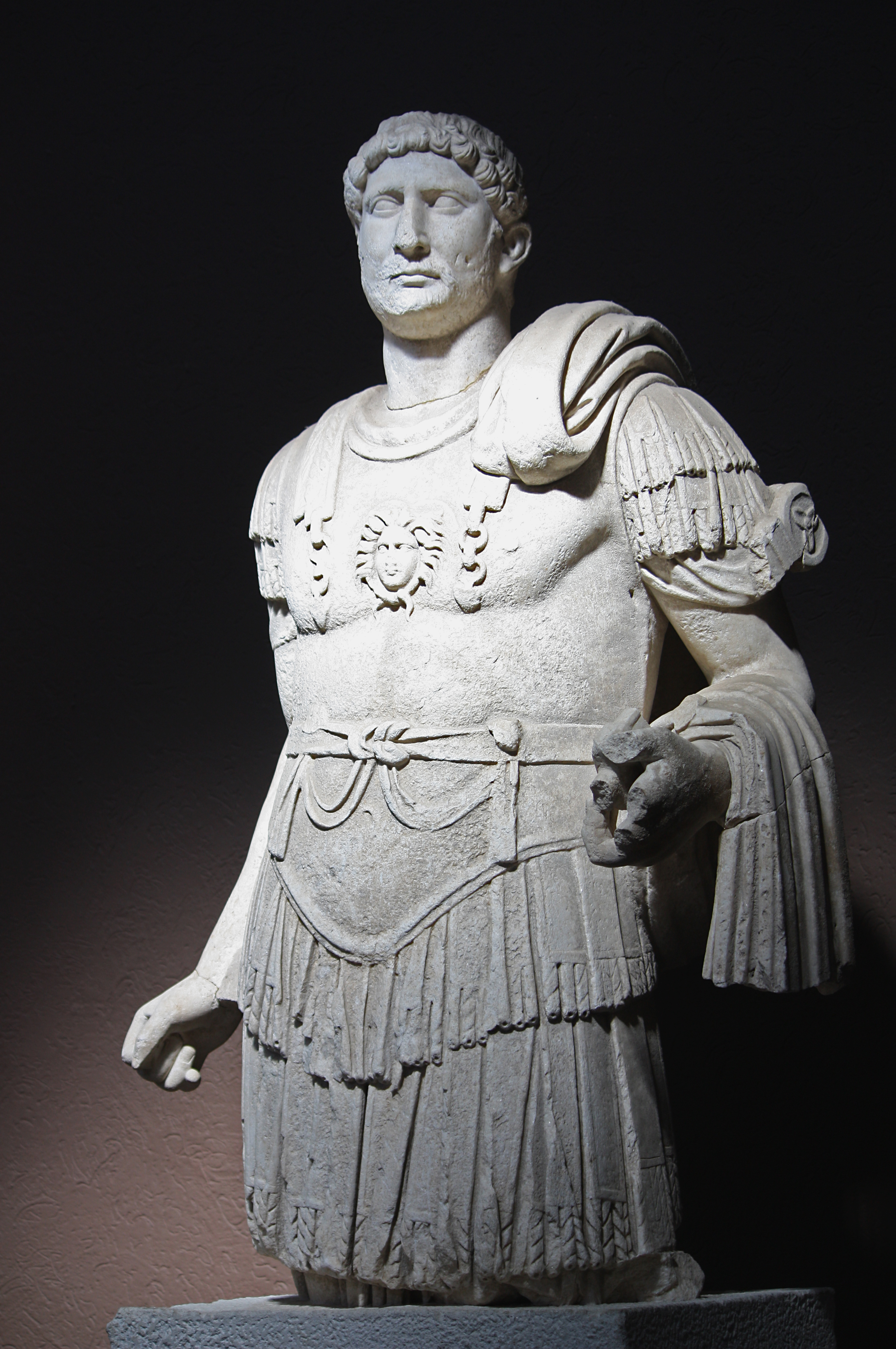
Statue Kaiser Hadrians aus Troja

Das Museum zeigte Artefakte aus zahlreichen Orten der Troas. Darunter fanden sich Reliefs, Terrakottafiguren und Keramikprodukte aus Assos sowie vom Tempel des Apollo Smintheus in Chryse (Gülpınar), Funde aus Alexandria Troas und Grabfunde aus der Nekropole von Bozcaada, darunter importierte Keramik aus Attika und Korinth, aber auch unter Wasser gefundene Amphoren. Bronzene Kremationsgefäße, Schmuck, Gemmen, goldene Fingerringe, Kränze und Diademe, Leuchter, Textilstücke und Sandalen stammen aus dem Tumulus von Dardanos. Dazu gehörte auch eine Terrakottastatuette der Aphrodite, eine Kopie der Aphrodite von Knidos. Auch eine reichhaltige Münzsammlung war vorhanden.
In einem Teil des Museums waren Objekte aus den neuen Grabungen in Troja seit 1988 durch Manfred Korfmann ausgestellt. Prunkstück war eine Statue des römischen Kaisers Hadrian, gefunden im dortigen Odeon. Aus der Schicht Troja I stammten unter anderem handgeformte Schüsseln, kleine Gefäße mit Deckel, eine 35 cm hohe Wasserkanne und Webgewichte, aus Troja II Keramikobjekte von der Töpferscheibe und aus Troja VI mykenische und minysche Keramik. Außerdem waren Alltagsgefäße aus allen Schichten sowie Gegenstände aus Glas, Kristall, Bronze und Elfenbein zu sehen.
Von besonderer Bedeutung waren zwei griechische Sarkophage mit Reliefs: Ein Sarkophag mit Darstellung des Opfers der Polyxena aus Gümüşçay und ein Sarkophag mit Jagddarstellungen aus Altıkulaç in der Umgebung von Çan.
Im Außenbereich des Museums waren aus verschiedenen Orten der Troas stammende Sarkophage, Grabplatten, Stelen und Amphoren ausgestellt. In einer neuzeitlichen Abteilung wurden Keramikerzeugnisse der Region Çanakkale gezeigt, die aus dem 17. bis 20. Jahrhundert stammen. Sie gehören größtenteils zu der Sorte irdenen Geschirrs (türk.: çanak), die der Stadt den Namen gab.